# ذباب المورم
الذُّبابُ المُوَرِّم (الاسم العلمي: Cordylobia)، جنس حشرات من الذباب وفصيلة الخوتعيات. تتطفل يرقاته على الثدييات، خاصًة القوارض.